# Publius Cornelius Scipio
Publius Cornelius Scipio (mất năm 211 TCN) là một vị tướng và chính khách của Cộng hoà La Mã.
Ông là một thành viên của dòng họ Cornelia, Scipio đã giữ chức chấp chính quan vào năm 218 trước Công nguyên, năm đầu tiên của chiến tranh Punic lần thứ hai, và sau đó ông khởi hành bằng đường biển với một đội quân từ Pisa tới Massilia (Marseille ngày nay), với ý định đón đầu trước khi Hannibal tiến vào Ý. Không ngăn chặn được đối phương của mình, ông quay trở về Cisalpine Gaul bằng đường biển, và đã phái quân đội của mình tiến vào Hispania dưới sự chỉ huy của người anh trai Gnaeus Cornelius Scipio Calvus với các hướng dẫn để giữ chân các lực lượng Carthage ở đó.
Khi trở về Ý, ông tiến quân nhanh hết sức để bắt kịp Hannibal. Trong một cuộc giao tranh kỵ binh lớn gần Ticinus, một nhánh của sông Po, ông đã bị đánh bại và bị thương nặng. Trong tháng 12 cùng năm ông một lần nữa chứng kiến sự thất bại hoàn toàn của quân đội La Mã ở Trebia, khi viên chấp chính quan Tiberius Longus Sempronius nhất quyết chiến đấu chống lại lời khuyên của ông.
Mặc dù quân đội thất bại, ông vẫn giữ được sự tin tưởng của người dân La Mã: kỳ hạn chỉ huy của ông được kéo dài và năm sau ông có mặt ở Hispania với Calvus, anh trai của ông. Tiếp đó, họ giành chiến thắng trước người Carthage và tăng cường sức mạnh cùng ảnh hưởng của La Mã tại bán đảo Iberia. Ông tiếp tục các chiến dịch ở Iberia cho đến năm 211 TCN, khi ông đã tử trận trong thất bại của quân đội La Mã ở thượng nguồn sông Baetis. Cùng năm đó Calvus và quân đội của ông đã bị đánh tan tác tại Ilorci gần Carthago Nova. Các chi tiết của các chiến dịch này không hoàn toàn được biết đến, nhưng có vẻ như là thất bại cuối cùng và cái chết của hai anh em Scipio là do sự đào ngũ của người Celtiberia, những người bị mua chuộc bởi Hasdrubal Barca,em trai của Hannibal.
Ông là con trai của Lucius Cornelius Scipio, ông cũng là cha của Scipio Africanus Lớn, có tên ban đầu cũng là Publius Cornelius Scipio, và của Lucius Cornelius Scipio Asiaticus.